# Brachycyrtus noggius
Brachycyrtus noggius là một loài tò vò trong họ Ichneumonidae.